# Germaine Kamayirese
Germaine Kamayirese, là một kỹ sư và chính trị gia ở Rwanda, giữ chức Bộ trưởng Bộ quản lý khẩn cấp và người tị nạn trong nội các của Rwanda từ ngày 18 tháng 10 năm 2018.
Trước đó, từ ngày 24 tháng 7 năm 2014 đến ngày 18 tháng 10 năm 2018, cô giữ chức Bộ trưởng Bộ Cơ sở hạ tầng chịu trách nhiệm về Năng lượng, Nước và Vệ sinh.

## Cuộc đời
Cô sinh ra ở quận Nyarugenge vào ngày 5 tháng 8 năm 1981. Từ năm 2000 đến năm 2005, cô học tại Viện Khoa học và Công nghệ Kigali (KIST), ngày nay là Trường Đại học Khoa học và Công nghệ (Rwanda), một trường đại học trực thuộc trường Đại học Rwanda. Cô có bằng Cử nhân Kỹ thuật Cơ điện, được trao bởi KIST vào năm 2005. Cô cũng có bằng Thạc sĩ Quản lý Truyền thông, được trao vào năm 2010 bởi KIST và Đại học Coventry, Vương quốc Anh.

## Sự nghiệp
Từ năm 2008 đến năm 2011, Germaine Kamayirese là chuyên gia mạng tại "Cơ quan quản lý tiện ích Rwanda" (RURA). Từ năm 2012 đến 2014, cô là chuyên gia mạng tại "Tigo-Rwanda". Từ năm 2010 đến 2011, Kamayirese từng là cố vấn tại "Viện Kiến trúc Kỹ thuật Rwanda". Kể từ tháng 9 năm 2017, cô là thành viên của "Hiệp hội kỹ sư phụ nữ Rwanda" (RWEA).
Với tư cách là Bộ trưởng Nhà nước chịu trách nhiệm về năng lượng, nước và vệ sinh trong Bộ Cơ sở hạ tầng, cô chịu trách nhiệm thực hiện chiến lược và chính sách quốc gia về sản xuất, truyền tải, phân phối và kinh doanh điện của Rwanda và với các đơn vị năng lượng nước ngoài. Bà cũng chịu trách nhiệm cung cấp các dịch vụ vệ sinh và cung cấp nước đáng tin cậy, an toàn và bền vững trên khắp Rwanda.
Trong một cuộc cải tổ nội các vào ngày 18 tháng 10 năm 2018, bà Kamayirese được bổ nhiệm làm Bộ trưởng Quản lý khẩn cấp và các vấn đề tị nạn mới.

## Gia đình
Germaine Kamayirese là mẹ của ba đứa trẻ.

## Vinh danh
Vào tháng 12 năm 2014, Tạp chí Forbes đã vinh danh cô là một trong "20 phụ nữ quyền lực trẻ nhất châu Phi 2014".

## Liên kết mở rộng
- Website of the Rwanda Ministry of Disaster Management and Refugee Affairs Lưu trữ ngày 9 tháng 1 năm 2019 tại Wayback Machine
- Website of the Rwanda Ministry of Infrastructure